# Louis Crombez
Louis Alexandre Ghislain Robert Georges Crombez (Doornik, 9 oktober 1818 - Vendœuvres-en-Brenne, 7 maart 1895) was een Belgisch politicus voor de Liberale Partij.

## Biografie

### Familie
Jhr. Louis Crombez, telg uit de familie Crombez, was een van de vijf zoons van Benoît Crombez (1785-1854), die in 1826 adelserkenning verkreeg, en de Doornikse Henriette Lefèbvre (1790-1873). Hij was een broer van jhr. François Crombez, schepen van Taintignies, provincieraadslid van Henegouwen en volksvertegenwoordiger.
Hij trouwde met Aimée Feyerick (°1825). Ze kregen drie dochters.
- Henriette Crombez (1844-1869), trouwde met haar neef Louis De Clercq (1837-1901), Frans industrieel, fotograaf en politicus. Het huwelijk bleef kinderloos.
- Ghislaine Crombez (1846-1914), trouwde in 1866 in Vendœuvres met Gustave de Lestrange (1838-1891), Frans politicus. Ze kregen vijf zoons, met afstammelingen tot heden.

### Loopbaan
Crombez ging boeren in de Berrystreek in Frankrijk, maar bracht toch ook vele jaren in het Doornikse door. In 1848 werd hij verkozen tot gemeenteraadslid van Doornik en van 1871 tot 1883 was hij er burgemeester.
In 1861 volgde hij zijn broer op als liberaal volksvertegenwoordiger voor het arrondissement Doornik. Hij bleef dit mandaat uitoefenen tot in 1890. Van 1863 tot 1869 was hij ondervoorzitter van de Kamer van volksvertegenwoordigers.
In Doornik zijn een plein en park naar hem vernoemd.